# Talaiassa
Talaiassa är ett berg i Spanien.   Det ligger i regionen Balearerna, i den östra delen av landet, 500 km öster om huvudstaden Madrid. Toppen på Talaiassa är 487 meter över havet. Talaiassa ligger på ön Ibiza.
Terrängen runt Talaiassa är kuperad österut, men västerut är den platt. Havet är nära Talaiassa åt sydväst. Talaiassa är den högsta punkten i trakten. Runt Talaiassa är det ganska tätbefolkat, med 90 invånare per kvadratkilometer. Närmaste större samhälle är San Antonio, 8,2 km norr om Talaiassa. 